# Khūnes
Khūnes (persiska: خونس) är en ort i Iran.   Den ligger i provinsen Khuzestan, i den centrala delen av landet, 600 km söder om huvudstaden Teheran. Khūnes ligger 15 meter över havet och antalet invånare är 186.
Terrängen runt Khūnes är mycket platt. Runt Khūnes är det ganska tätbefolkat, med 62 invånare per kvadratkilometer. Närmaste större samhälle är Nahr-e Dallī, 17,6 km sydväst om Khūnes. Trakten runt Khūnes är ofruktbar med lite eller ingen växtlighet.